# 虹波
虹波（こうは）は、シアニン系感光色素を主成分とした薬剤である。京都帝国大学医学部出身の医師である波多野輔久（はたの すけひさ）によって研究・開発された。

## 概要
虹波はクリプトシアニンO.A.1を主成分としている。クリプトシアニンO.A.1はNK-4、ネオシアニンなどとも呼ばれる。
波多野輔久（はたの すけひさ）は、1930年代に満州医科大学で写真感光増感用シアニン系感光色素を用いた研究を行い、これを体質改善薬として応用するという着想を得た。1939年に熊本医科大学体質医学研究所の病理学部主任教授に就任した波多野は、感光色素の研究拠点を熊本に移した。1941年、波多野が九州沖縄医学会総会で感光色素の強心作用や殺菌作用について講演したことをきっかけに、陸軍第七技術研究所（七研）は感光色素研究に接近した。七研は、軍事作戦上での直接的な運用ではなく、感染症に対する治療薬として感光色素研究を推進した。その後、感光色素の研究は熊本医科大学を中心として大々的に推進されるようになり、熊本医科大学の今永一や国立療養所菊池恵楓園園長・宮崎松記らが七研の嘱託となった。恵楓園での臨床試験は「結核をやるなら癩を」という理由で開始された。（癩（らい）とはハンセン病のことである。）

## 恵楓園における臨床試験
恵楓園での感光色素の研究は1942年12月から開始され、当初は入所者から歓迎されていた。1943年2月16日、東京で七研関係者により、試験中の感光色素に「虹波」の名称が与えられた。「虹」は太陽光線と感光色素との関連、「波」は波多野の名字から「虹波」と命名された。1943年10月10日、恵楓園は七研に「虹波ノ癩ニ対スル効果試験報告第 1報（概要）」を提出した。しかし、報告書提出後には治療効果の低下と副作用の増加が顕著になり、1943年11月には治療を拒否する入所者が続出した。原因究明のため、第2次臨床試験では薬剤の品質に焦点を当て、第3次臨床試験では薬剤の有効成分の特定を目的とした。第4次臨床試験は1946年4月から1947年6月まで実施されたが、詳細な記録は残っていない。
また、日本皮膚科学会が1947年に刊行した『皮膚科性病科雑誌』によると、恵楓院以外にも、国立療養所多磨全生園で175人、国立療養所大島青松園で180人に投与されていた。

### 虹波研究の倫理的問題点
臨床試験は、被験者である入所者に対する十分な説明がないまま、医師の権威のもとに実施されていた。入所者の中には、体調の悪化など、虹波の副作用と思われる症状を訴える者もいたが、医師らは「治癒経過中の一現象」として軽視する傾向にあった。臨床試験中に9名の死亡者が確認されているが、医師らは虹波との因果関係を認めなかった。入所者たちは、医師への遠慮から、臨床試験への参加を拒否したり、試験の中止を訴えたりすることができなかった。
戦後、ハンセン病治療にはプロミンが主に用いられるようになったが、恵楓園では虹波の使用が続けられ、1952年には「園定処方」に記載された。波多野は、戦後も感光色素の研究を続け、1951年には「ルミン」を発売した。ルミンは現在でもナガセヴィータ株式会社によって第3類医薬品として販売されている。